# Indoor Skydive Roosendaal
Indoor Skydive Roosendaal is een verticale windtunnel gelegen in het Nederlandse Roosendaal. De windtunnel wordt voornamelijk gebruikt voor recreatieve doeleinden, maar ook voor trainingsdoeleinden. Zo traint onder andere defensie in de windtunnel in Roosendaal.

## Geschiedenis
Indoor Skydive Roosendaal is opgericht in 2007 en is daarmee de eerste verticale windtunnel in de Benelux.
In februari 2019 nam SnowWorld de eigenaar van de windtunnel, SIS Leisure Group, over samen met indoorskibanen in Terneuzen en Rucphen.

## Windtunnel feiten
- De windtunnel heeft een hoogte van circa 23,5 meter.
- Onderaan in de tunnel bevinden zich twaalf motoren die ongeveer voor zo’n 250 kilometer per uur wind zorgen.
- Indoor Skydive Roosendaal heeft een gebouwoppervlakte van zo’n 3300 m².
- De indoor skydive tunnel heeft een doorsnede van 16 meter.
- De doorsnede van de vliegkamer is zo’n 4 meter.
- De windtunnel heeft een luchtcapaciteit van 3.500.000 m³ per uur.
- De windtunnel biedt sinds februari 2018 als enige windtunnel in de Benelux de mogelijkheid om met een Viritual Reality bril te indoor skydiven.[3]